# Juan Cotino
Juan Gabriel Cotino Ferrer (Chirivella, Valencia; 26 de enero de 1950-Manises, Valencia; 13 de abril de 2020) fue un empresario y político español del Partido Popular. Como director general de la Policía Nacional, fue conocido por impulsar la creación de la Unidad de Droga y Crimen Organizado en 1997, y por poner en marcha un plan de actuación contra E.T.A. que incluía intervenir su financiación como medio para acabar con la banda terrorista.

## Biografía
Procedente de una familia de empresarios agrícolas, fue uno de los fundadores de la Asociación Valenciana de Agricultores. En 1976 ingresó en la UCD, integrándose en el Partido Demócrata Popular y, posteriormente, en el Partido Popular. En 1991 resultó elegido concejal en el Ayuntamiento de Valencia, desempeñando el cargo de teniente de alcalde, siendo reelegido en 1995.
En 1996 Jaime Mayor Oreja le nombró director general de la Policía Nacional, cargo que mantuvo hasta 2002. Como director general de la Policía Nacional, creó el Plan Nacional de Modernización de la Policía en España, que incluía, entre otras acciones, la reorganización del cuerpo y la informatización de sus servicios. Impulsó la TASK-FOR de directores de Policía en el ámbito internacional, y fue elegido primer Presidente de este organismo.
En esa etapa, impulsó dos líneas fundamentales de actuación: en la lucha contra el terrorismo de E.T.A. incluyó el objetivo de intervenir su financiación; en la lucha contra el narcotráfico, creó la Unidad de Droga y Crimen Organizado en 1997. En lo que se refiere a la pequeña delincuencia, puso en marcha la Policía de Proximidad. También puso en marcha los acuerdos entre los cuerpos y fuerzas de seguridad del Estado y los policías locales para llevar a cabo planes específicos en cada pueblo y barrio.
En 2002, lo nombraron Delegado del Gobierno en la Comunidad Valenciana. Desde ese puesto, puso en marcha el Plan de Lucha contra la Delincuencia basado en la metodología de dirección por objetivos, cuyos resultados consiguieron en 2002 y 2003 una disminución de los delitos que más afectaban a la calidad de vida de los ciudadanos en un 30%.
Tras la derrota del PP en las elecciones generales de 2004, fue destituido de su cargo como delegado del Gobierno, incorporándose a la Generalidad Valenciana como consejero de Agricultura, Pesca y Alimentación. En 2007, fue nombrado vicepresidente tercero de la Comunidad Valenciana y consejero de Bienestar Social, cartera que cambió por la de Medio Ambiente en 2009, manteniendo la vicepresidencia. Tras las elecciones del 22 de mayo de 2011, fue designado presidente de las Cortes Valencianas.
El 28 de abril de 2013, el programa de La Sexta Salvados, dirigido y presentado por Jordi Évole, dedicó una edición al accidente del metro de Valencia del año 2006. Durante el programa Los Olvidados, mediante testimonios directos de las víctimas, se denunció que el por entonces consejero de Agricultura había actuado de forma negligente e irregular con las víctimas con objeto de tapar la realidad sobre la investigación de aquel accidente. Ante las insistentes preguntas de Évole, Cotino tomó una postura de indiferencia y silencio.
El 22 de marzo de 2020 fue ingresado en la UCI del Hospital de Manises tras dar positivo en la enfermedad COVID-19. Falleció el 13 de abril, a los setenta años, a causa de las complicaciones derivadas de dicha enfermedad durante la pandemia de COVID-19.
Cotino era agregado del Opus Dei.

### Supuestos casos de corrupción
Uno de los testigos del caso sitúa a Cotino como "factótum" de la organización de la visita del papa Benedicto XVI a Valencia en 2006. Para este evento, se alegó que varias de las empresas relacionadas con la trama Gürtel habían obtenido concesiones de manera supuestamente irregular para la organización de actos relacionados con la visita del pontífice.
En julio de 2014 Esquerra Unida denunció ante la fiscalía anticorrupción —aportando pruebas que incluían grabaciones telefónicas extraídas del caso Brugal— una serie de actuaciones del presidente de las Corts Valencianes que podrían ser constitutivas de los delitos de prevaricación y tráfico de influencias por supuestas adjudicaciones irregulares de subvenciones de la Generalitat a empresas vinculadas con Cotino.
Pese a diversas solicitudes de dimisión por parte de la oposición, el político valenciano negó toda implicación en los hechos investigados y manifestó que, por el momento, no tenía intención de dimitir. Pero, finalmente, ante estas acusaciones, Cotino abandonó la política y los cargos que ostentaba el 13 de octubre de 2014.
El 10 de noviembre de 2014, fue finalmente imputado en la pieza separada del caso Gürtel que investigaba la supuesta contratación irregular de RTVV para cubrir dicha visita papal y la comisión de los supuestos delitos de prevaricación y cohecho.
El 11 de diciembre de 2020, habiendo fallecido ya Juan Cotino, fue archivada la causa contra los investigados. La juez del caso consideró probado que la Fundación V Encuentro de las Familias tenía carácter privado, tal y como ya había sostenido la Audiencia Nacional en la sentencia que condenó a la red de Correa y a Pedro García, ex director general de Canal 9. Se concluyó, por tanto, que no hubo irregularidades en las contrataciones, ya que fueron hechas por una fundación privada y por tanto no estaban sujetas a obligatoriedad de concurso público. Así mismo, en 2023 el Alto Tribunal confirmó las penas que recibieron el Francisco Correa, de 13 años y 7 meses, y su 'número dos', Pablo Crespo, con 15 años y 5 meses de cárcel.

## Cargos desempeñados
- Concejal en el Ayuntamiento de Valencia (1991-1996).
- Director general de la Policía (1996-2002).
- Delegado del Gobierno en la Comunidad Valenciana (2002-2004).
- Consejero de Agricultura, Pesca y Alimentación de la Generalidad Valenciana (2004-2007).
- Diputado por Valencia en las Cortes Valencianas (2007-2014).
- Vicepresidente tercero de la Generalidad Valenciana (2007-2011).
- Consejero de Bienestar Social de la Generalidad Valenciana (2007-2009).
- Consejero de Medio Ambiente de la Generalidad Valenciana (2009-2011).
- Presidente de las Cortes Valencianas (2011-2014).